# Митралексис, Маринос
Маринос Митралексис (греч. Μαρίνος Μητραλέξης; 1920—1948) — греческий военный лётчик времён Второй мировой войны. 2 ноября 1940 года в воздушном бою обрубил винтом хвост итальянскому бомбардировщику, тем самым сбив самолёт противника. Кавалер Креста Доблести.

## Биография

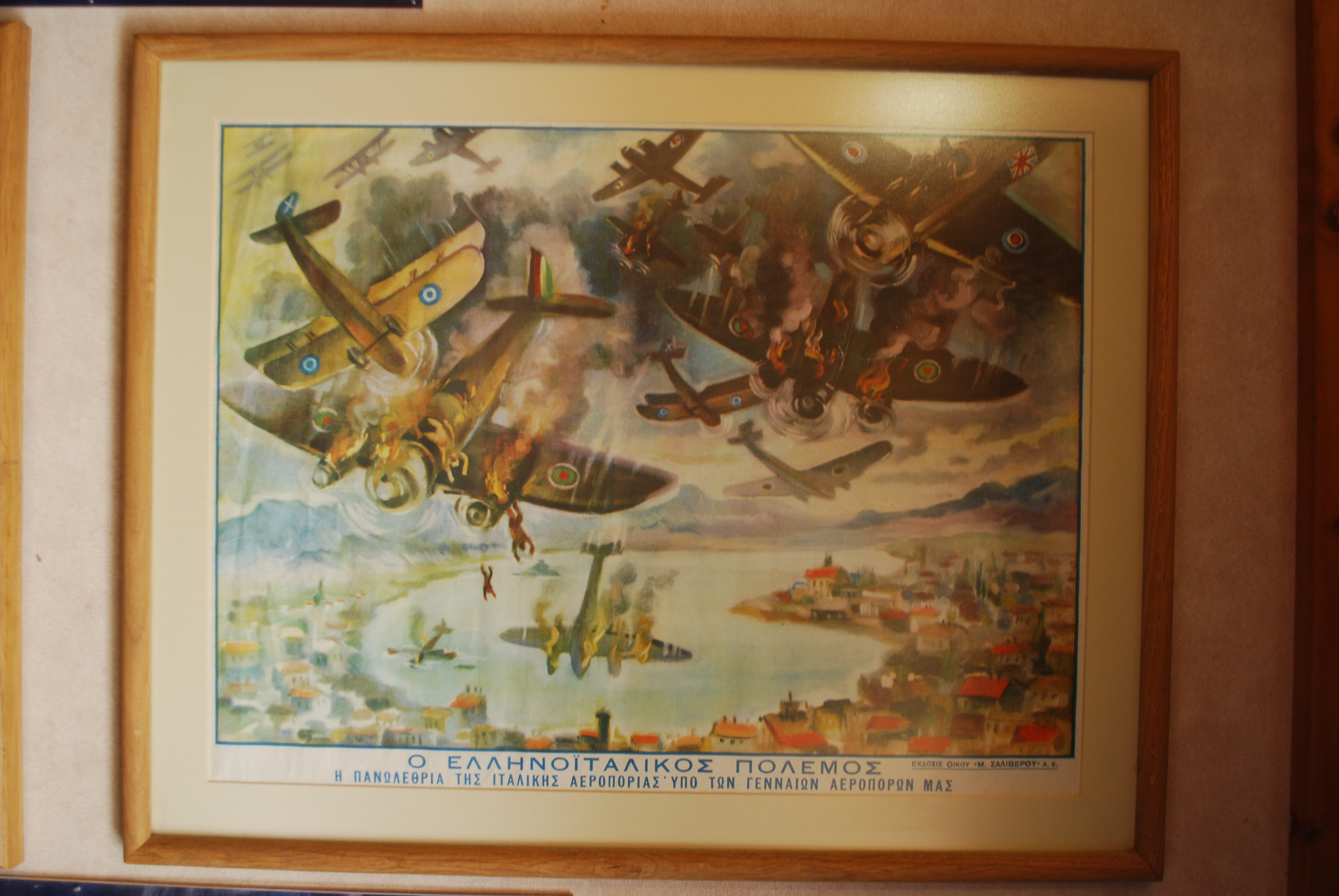
Пропагандистская литография: Победа греческой авиации над итальянской

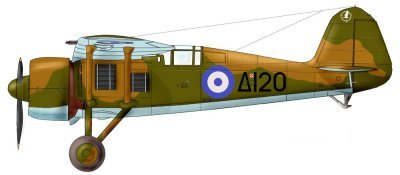
Истребитель PZL P.24 в окраске греческих ВВС.

Митралексис родился в 1920 году в греческой провинции Мессения. Закончил греческую военно-воздушную академию (Школа Икаров) летом 1940 года.
Вскоре после начала Итало-греческой войны направлен в 22 истребительную эскадрилью греческих ВВС, располагавшуюся в Фессалониках.
2 ноября 27 итальянских бомбардировщиков Savoia-Marchetti SM.79, сопровождаемые истребителями Fiat CR.42, направились на бомбардировку Фессалоник. На перехват итальянцев были подняты греческие PZL P.24 22-й эскадрильи. В последовавшем воздушном бою 3 бомбардировщика были сбиты, однако оставшимся удалось выйти на цели, после чего они взяли курс на базу в Албании. Митралексис, сбивший один из трёх бомбардировщиков, расстрелял в бою весь боекомплект. Настигнув один из возвращающихся бомбардировщиков, Митралексис пристроился носом своего PZL P. 24 к хвосту бомбардировщика и отрубил ему пропеллером руль, сделав таким образом бомбардировщик неуправляемым.
С поврежденным пропеллером Митралексис совершил вынужденную посадку недалеко от места падения бомбардировщика, однако сумел спасти свой самолёт. Приземлившись, Митралексис арестовал четверых выбросившихся на парашютах итальянских лётчиков, воспользовавшись табельным пистолетом. Один из пленных итальянских лётчиков Brussolo Garibaldo писал, что Митралексис представился и дружелюбно пожал руки врагам-коллегам.
За его подвиг Митралексис был награждён «Золотым Крестом за Доблесть». Он был единственным офицером авиации, награждённый этим крестом в ту войну.
6 апреля 1941 на помощь Италии, теснимой греками, пришла Германия. После капитуляции греческого генералитета оставшиеся самолёты и персонал греческой авиации перелетели на Ближний Восток и присоединились к силам союзников.
В 1948 году Митралексис погиб в южной части Эгейского моря: его Airspeed Oxford упал во время рутинного полёта.

## Наследие
К началу Итало-греческой войны (28 октября 1940 года), греческие ВВС насчитывали только 79 самолётов против 380 итальянской Regia Aeronautica.
На счету Митралексиса 5 сбитых самолётов. Его бюст установлен на базе ВВС в Эллинико, Афины. Подвиг Митралексиса поднял моральный дух греческой авиации и армии и нашёл отражение в греческой прессе. Портрет героя был помещён на греческой почтовой марке.
Таран на самолёте PZL повторил 18 ноября 1940 г. Валканас, Григорис.